# Zbašnik
Zbašnik je priimek več znanih Slovencev:
- Andrej Zbašnik, policist, pravnik in veteran vojne za Slovenijo
- Dušan Zbašnik (*1950), ekonomist, univ. prof.
- Fran Zbašnik (1855—1935), pesnik, pisatelj, kritik in urednik
- France Zbašnik (1897–1918), pesnik
- Martina Zbašnik Senegačnik, arhitektka, prof. FA